# Annie Markart
Annie Markart, gebürtig Anna Katharina Markard (* 5. August 1907 in Frankfurt am Main; † 23. Januar 1991 in München), war eine deutsche Schauspielerin.

## Leben
Die Tochter des Bauunternehmers Franz Josef Markard und seiner Frau Katharina absolvierte eine Schneiderlehre und nahm ab 1922 Ballettunterricht. Nach Gesangsunterricht erhielt sie kleinere Rollen in Operetten wie Zigeunerliebe und Der Zarewitsch sowie in Revüen und Komödien. 1929 wurde sie an die Wiener Kammerspiele engagiert.
Die erfolgreiche Bühnenkünstlerin debütierte 1930 im Film und ließ sich in Berlin nieder. Sie entsprach dem Typ der Mädels von heute aus dem gleichnamigen Film von 1933, einfach, nett, lebhaft und erfolgreich, immer für eine Tanz- oder Gesangseinlage gut. Von November 1933 bis zum 1. März 1937 war sie mit dem Regisseur Herbert Selpin und von 1937 bis 1941 mit dem Schauspieler Alexander Golling verheiratet.
Annie Markart, die seit 1938 in München lebte, arbeitete nach Kriegsende vorübergehend als Dolmetscherin. Sie übernahm dann noch einmal Filmrollen, konnte aber nicht mehr an ihre früheren Erfolge anknüpfen und zog sich aus der Öffentlichkeit zurück.

## Filmografie
- 1930: Die Tat des Andreas Harmer
- 1931: Voruntersuchung
- 1931: Der ungetreue Eckehart
- 1931: Er und sein Diener
- 1931: Bobby geht los
- 1931: Der unbekannte Gast
- 1932: Glück über Nacht
- 1933: Der Adjutant seiner Hoheit
- 1933: Mädels von heute
- 1933: Das Blumenmädchen vom Grand-Hotel
- 1934: Die Welt ohne Maske
- 1934: Der Springer von Pontresina
- 1935: Alle Tage ist kein Sonntag
- 1935: Knock out
- 1935: Ein idealer Gatte
- 1935: Im weißen Rößl
- 1935: Henker, Frauen und Soldaten
- 1936: Du bist mein Glück
- 1936: Silhouetten
- 1939: Drei wunderschöne Tage
- 1939: Gold in New Frisco
- 1955: Hanussen
- 1955: Der Teufel mit den drei goldenen Haaren